# Texas Panhandle

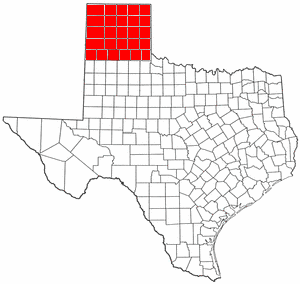
Texas Panhandle (na czerwono)

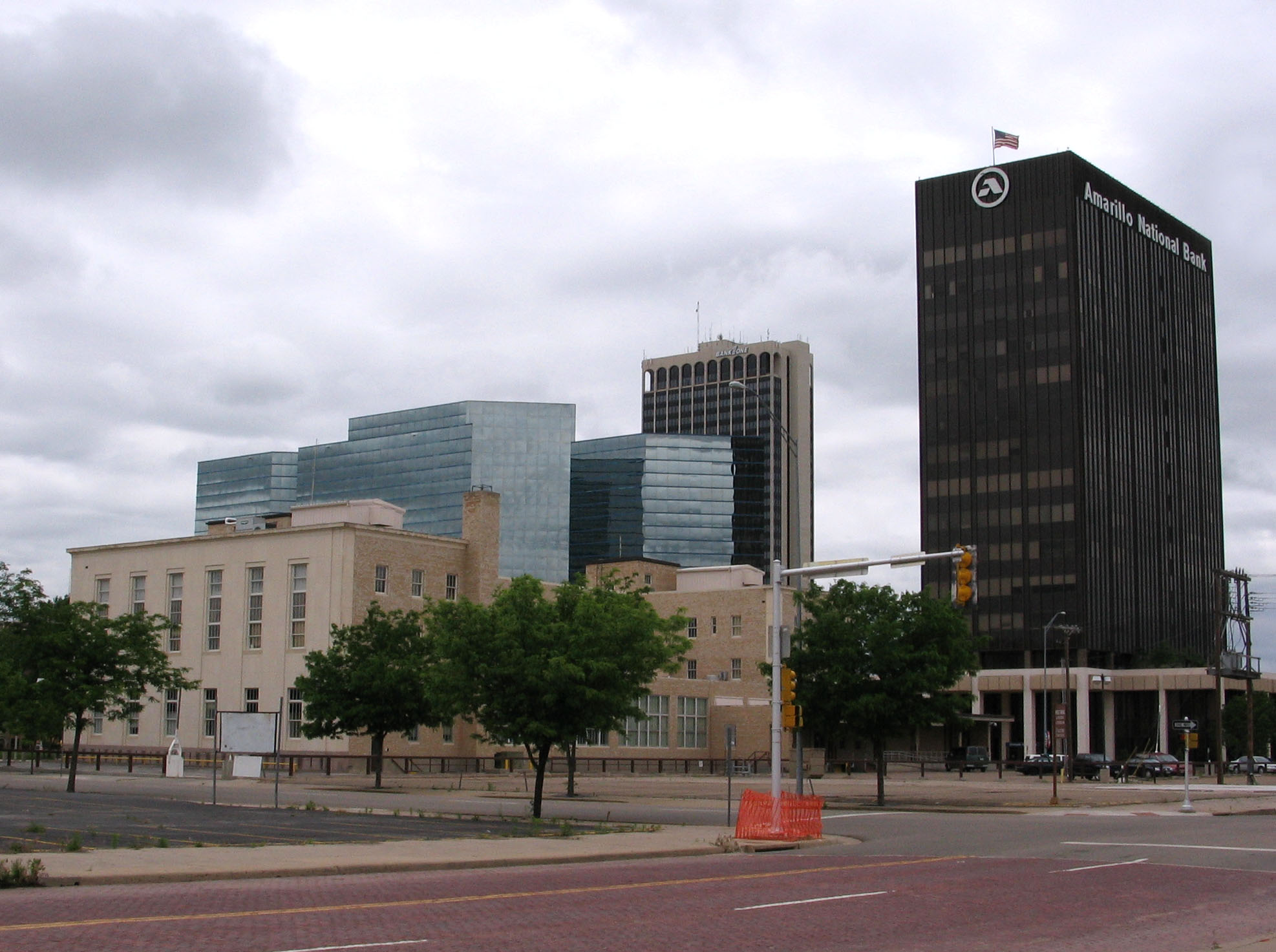
Centrum Amarillo (2005)

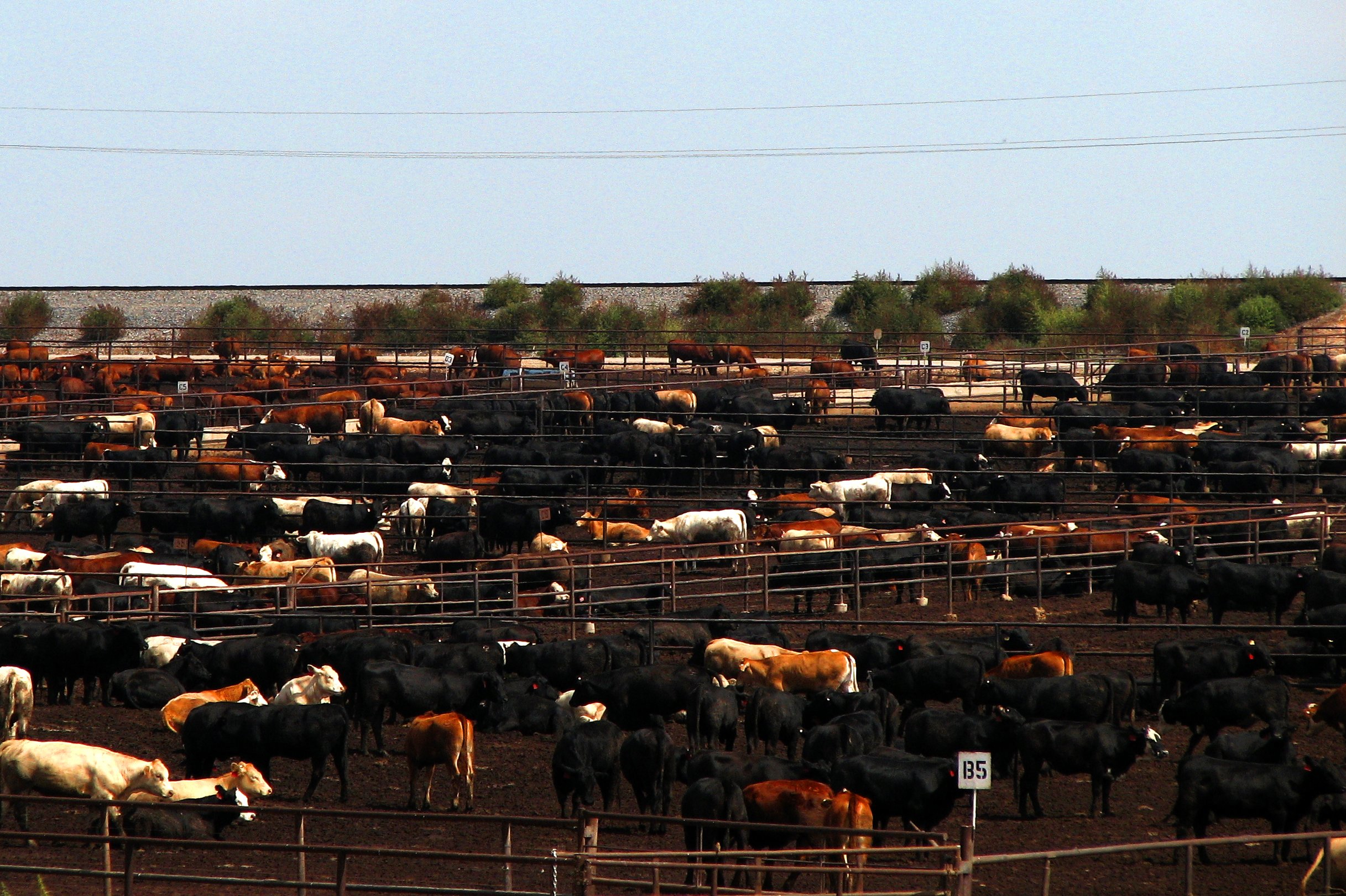
Stado bydła w Bovina

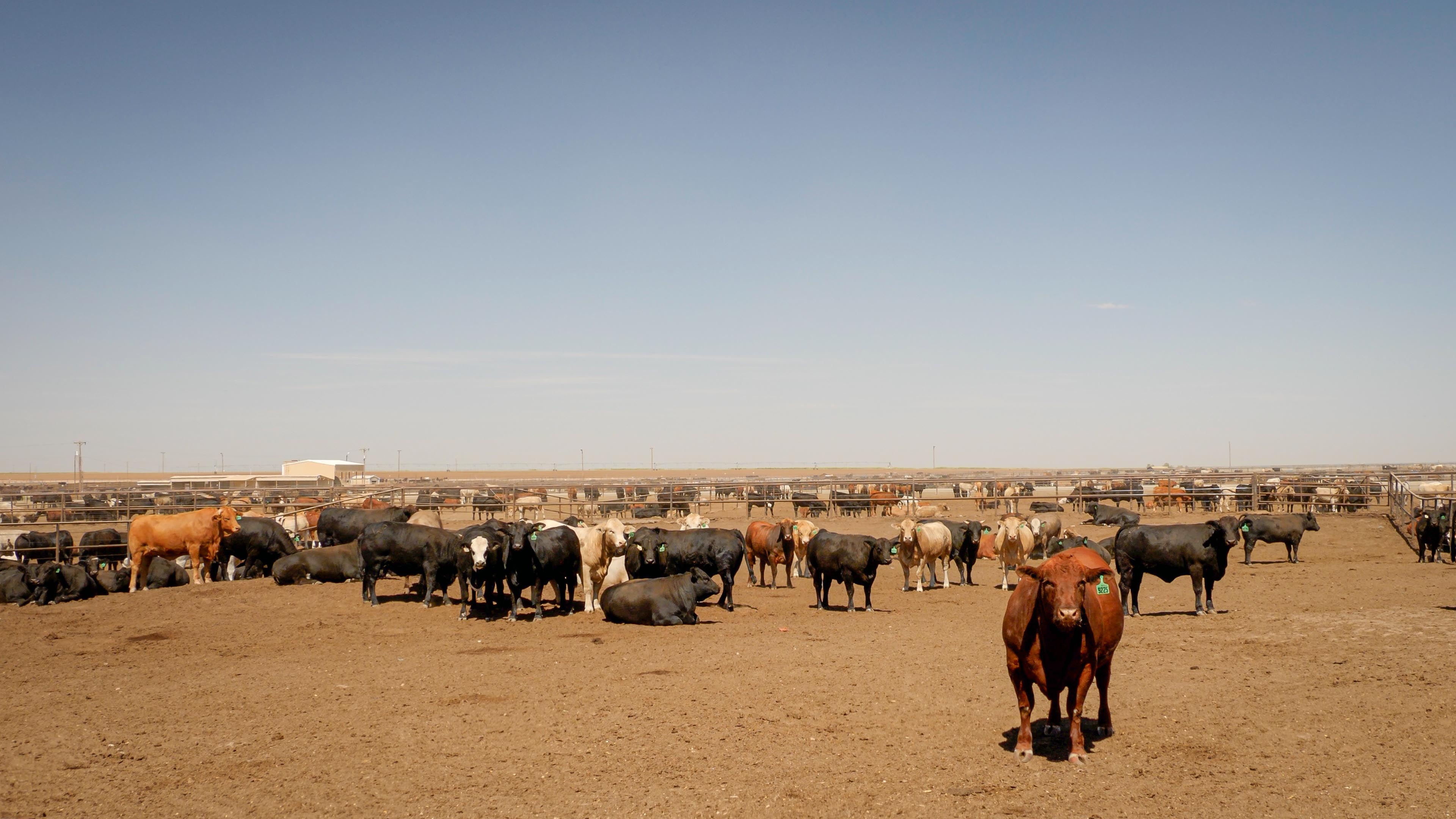
Bydło w hrabstwie Randall

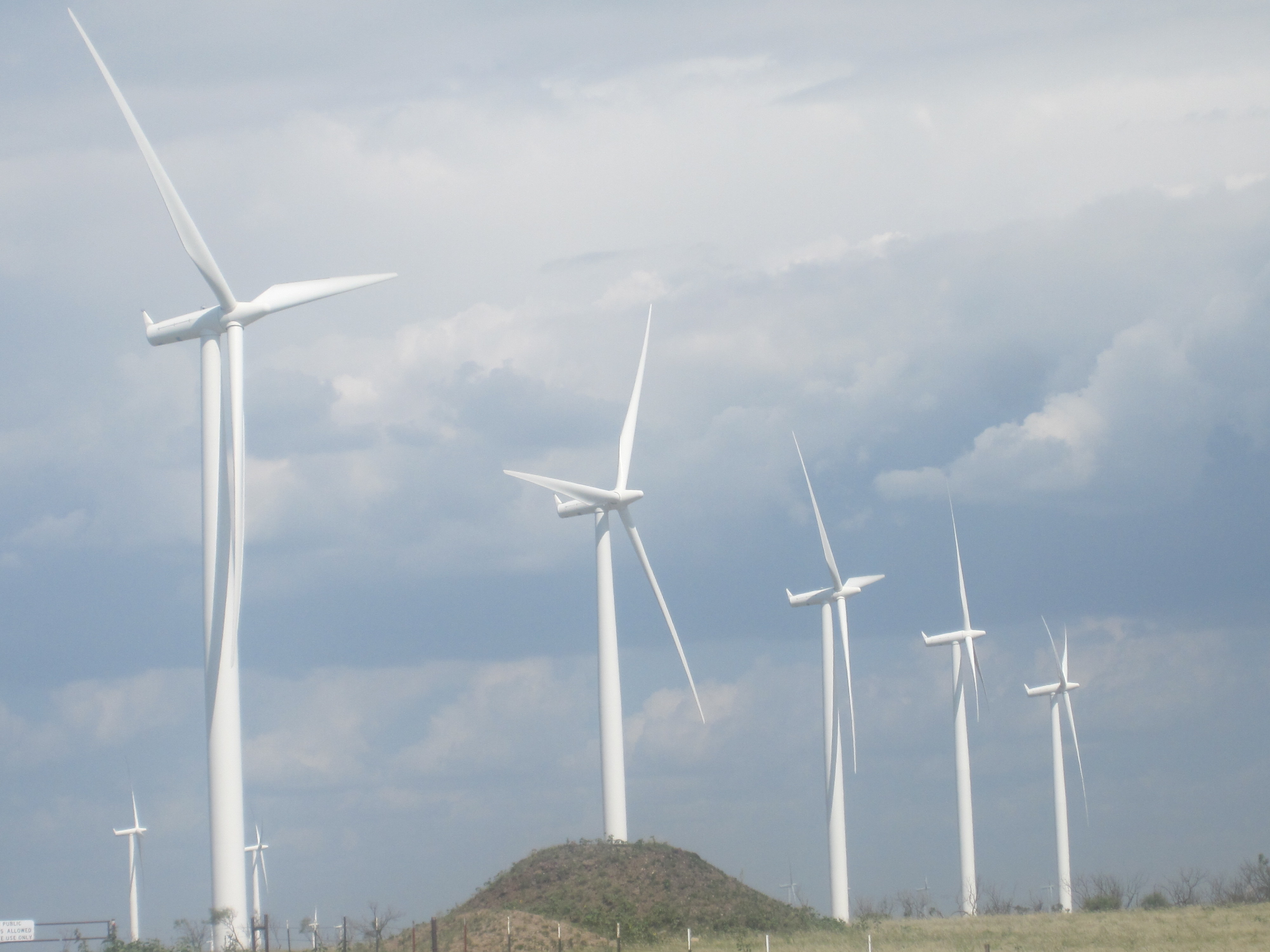
Hrabstwo Oldham

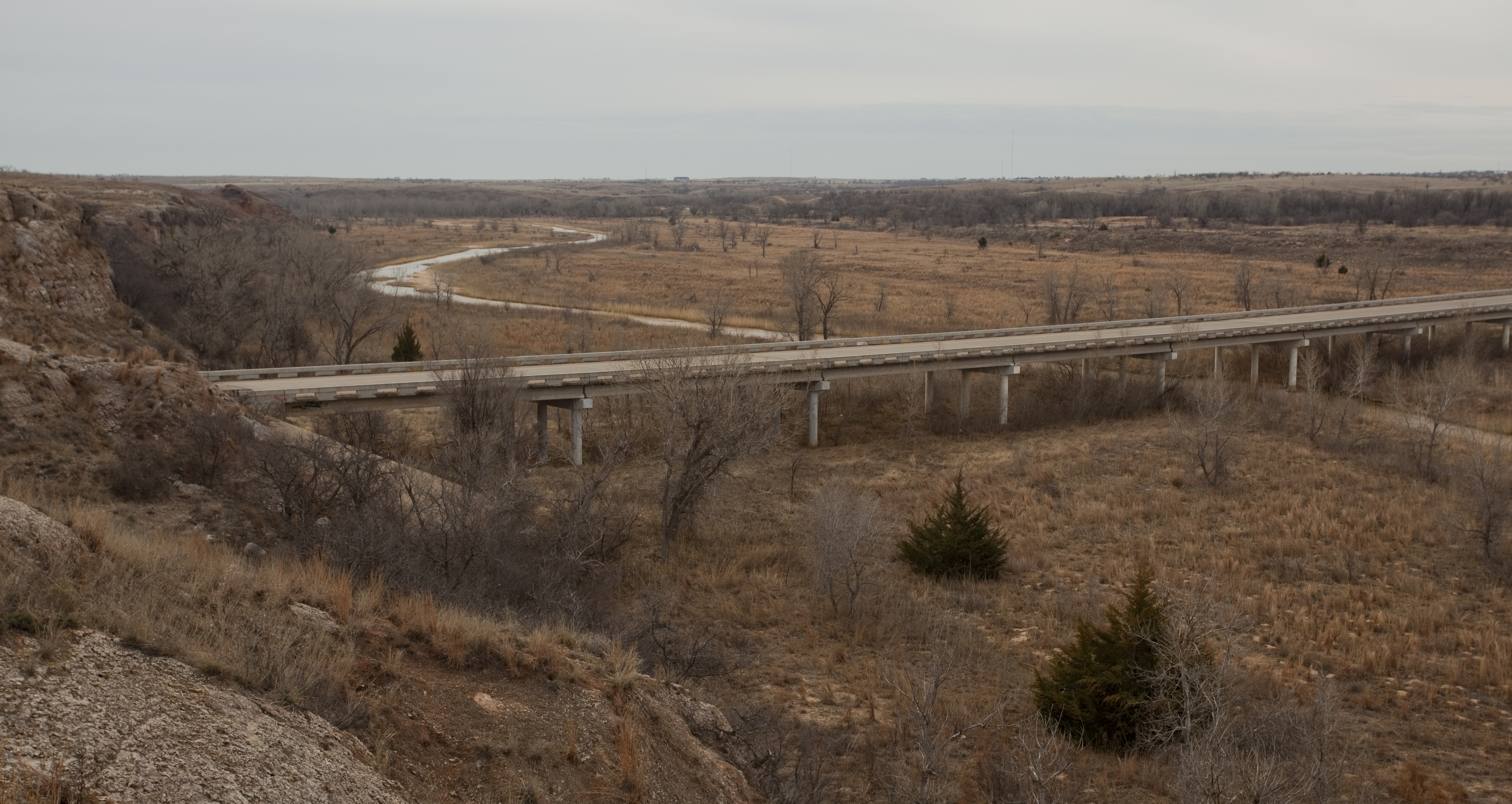
Most nad rzeką North Fork Red River w hrabstwie Wheeler

Texas Panhandle – region amerykańskiego stanu Teksas, obejmujący 26 najbardziej wysuniętych na północ hrabstw stanu. Region przyjmuje kształt kwadratu oraz sąsiaduje z Nowym Meksykiem (na zachodzie), Oklahomą (na północy i wschodzie) i Zachodnim Teksasem (na południu). Z powierzchnią 67 tys. km² (ok. 10% Teksasu) jest nieco większy od stanu Wirginia Zachodnia. Położony jest na Wysokich Równinach Stanów Zjednoczonych. 
Według spisu w 2020 roku liczy 434,4 tys. mieszkańców. Blisko dwie trzecie mieszkańców regionu zamieszkuje obszar metropolitalny Amarillo (271,5 tys.). Inne większe miejscowości obejmują miasteczka: Pampa, Hereford, Canyon, Borger i Dumas. Pozostały obszar jest silnie rolniczy i jednym z najsłabiej zaludnionych w Stanach Zjednoczonych. Średnia gęstość zaludnienia regionu wynosi 6,5 os./km².
Regionu nie należy mylić z Północnym Teksasem, który leży na południowy–wschód, obejmuje północno–centralne hrabstwa Teksasu, oraz aglomerację Dallas–Fort Worth.
Region Panhandle jest domem dla największych hodowli bydła w Stanach Zjednoczonych. Miasteczko Hereford nosi tytuł „Światowej Stolicy Wołowiny”. W północno–wschodnich hrabstwach znaczące wydobycie gazu ziemnego i ropy naftowej. Ponadto duże uprawy kukurydzy, sorgo, pszenicy i bawełny.

## Hrabstwa
- Dallam
- Sherman
- Hansford
- Ochiltree
- Lipscomb
- Hartley
- Moore
- Hutchinson
- Roberts
- Hemphill
- Oldham
- Potter
- Carson
- Gray
- Wheeler
- Deaf Smith
- Randall
- Armstrong
- Donley
- Collingsworth
- Parmer
- Castro
- Swisher
- Briscoe
- Hall
- Childress

## Demografia
Według spisu z 2020 r. w Panhandle mieszkało 434 358 osób. Spośród nich 53,6% stanowili biali niebędący Latynosami, 35,2% Latynosi, 4,8% czarni lub Afroamerykanie, 2,8% Azjaci i 4,1% należało do innej grupy etnicznej.

## Polityka
Region jest silnie konserwatywny i bastionem Partii Republikańskiej. W wyborach prezydenckich w 2020 roku, wszystkie hrabstwa regionu w większości poparły Donalda Trumpa – w kilku hrabstwach z poparciem powyżej 90%.

## Religia
Większość mieszkańców to protestanci (dane z 2020). 10,3% to katolicy, 1,3% mormoni i 1% świadkowie Jehowy. Największe grupy pod względem członkostwa, to: Południowa Konwencja Baptystów (91,6 tys.), bezdenominacyjne zbory ewangelikalne (70,8 tys.), Kościół katolicki (44,9 tys.), Zjednoczony Kościół Metodystyczny (19,2 tys.) i Kościoły Chrystusowe (16,9 tys.).

## Kanion Palo Duro
Kanion Palo Duro jest drugim co do wielkości amerykańskim kanionem, zaraz za Wielkim Kanionem Kolorado.

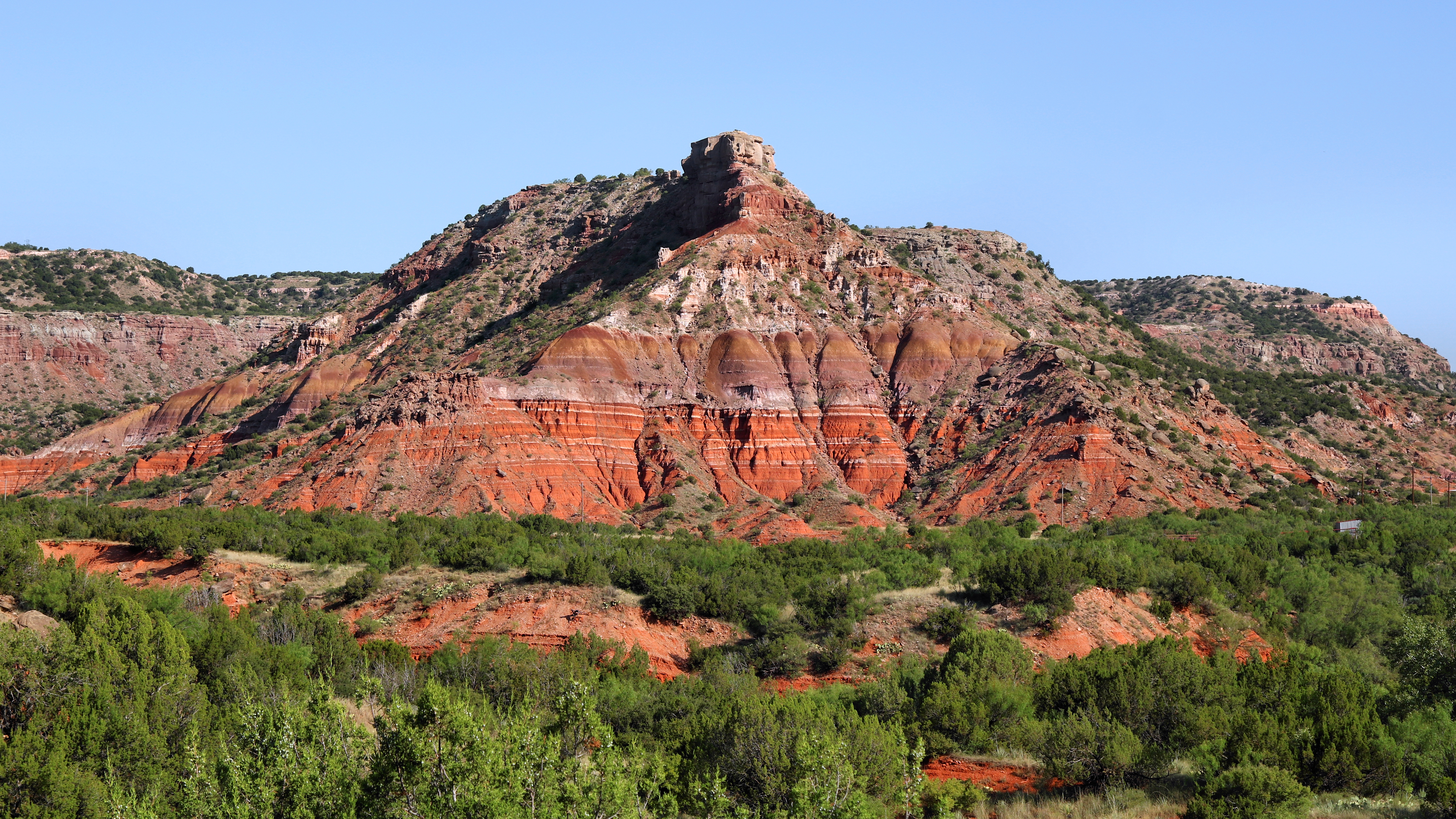
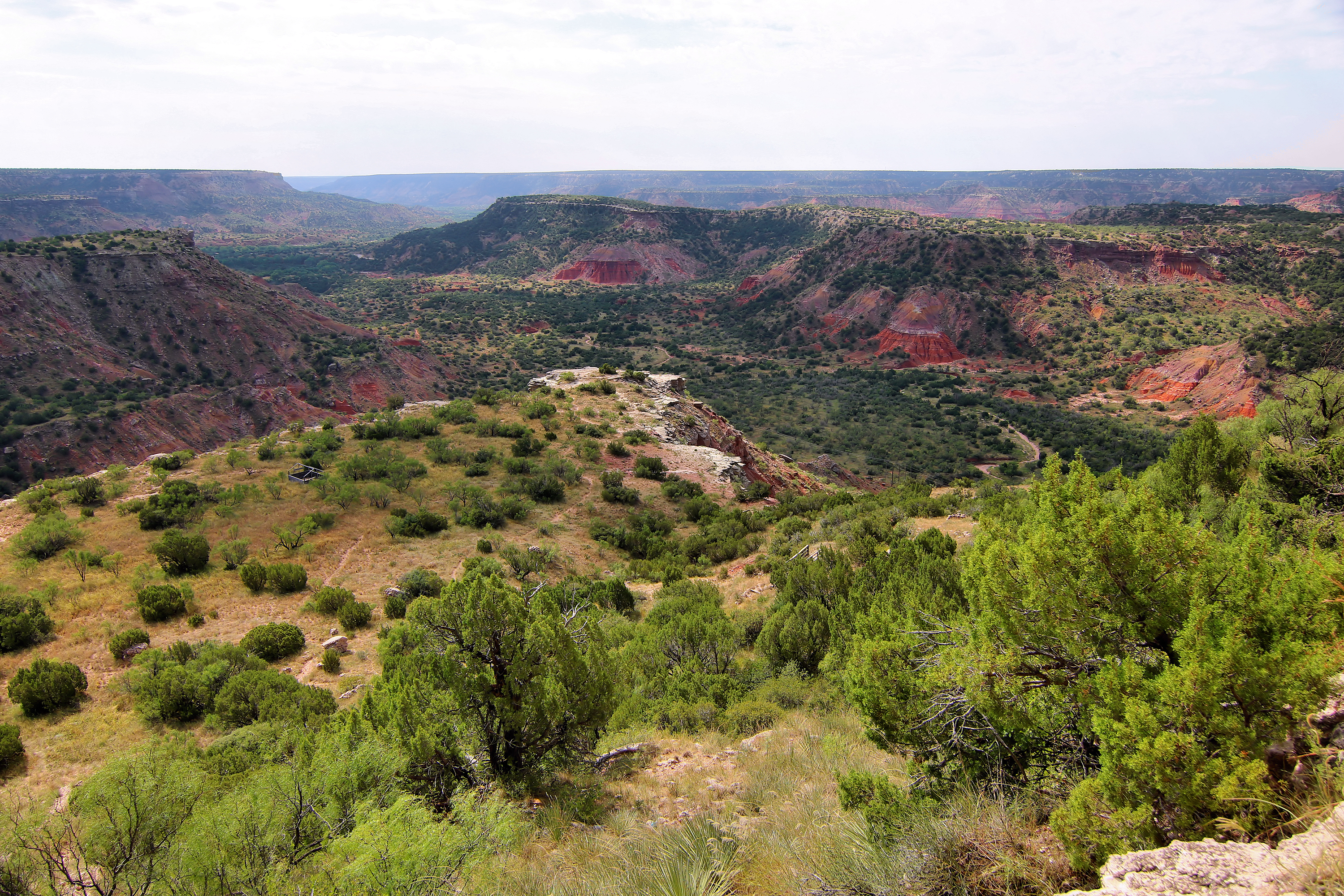
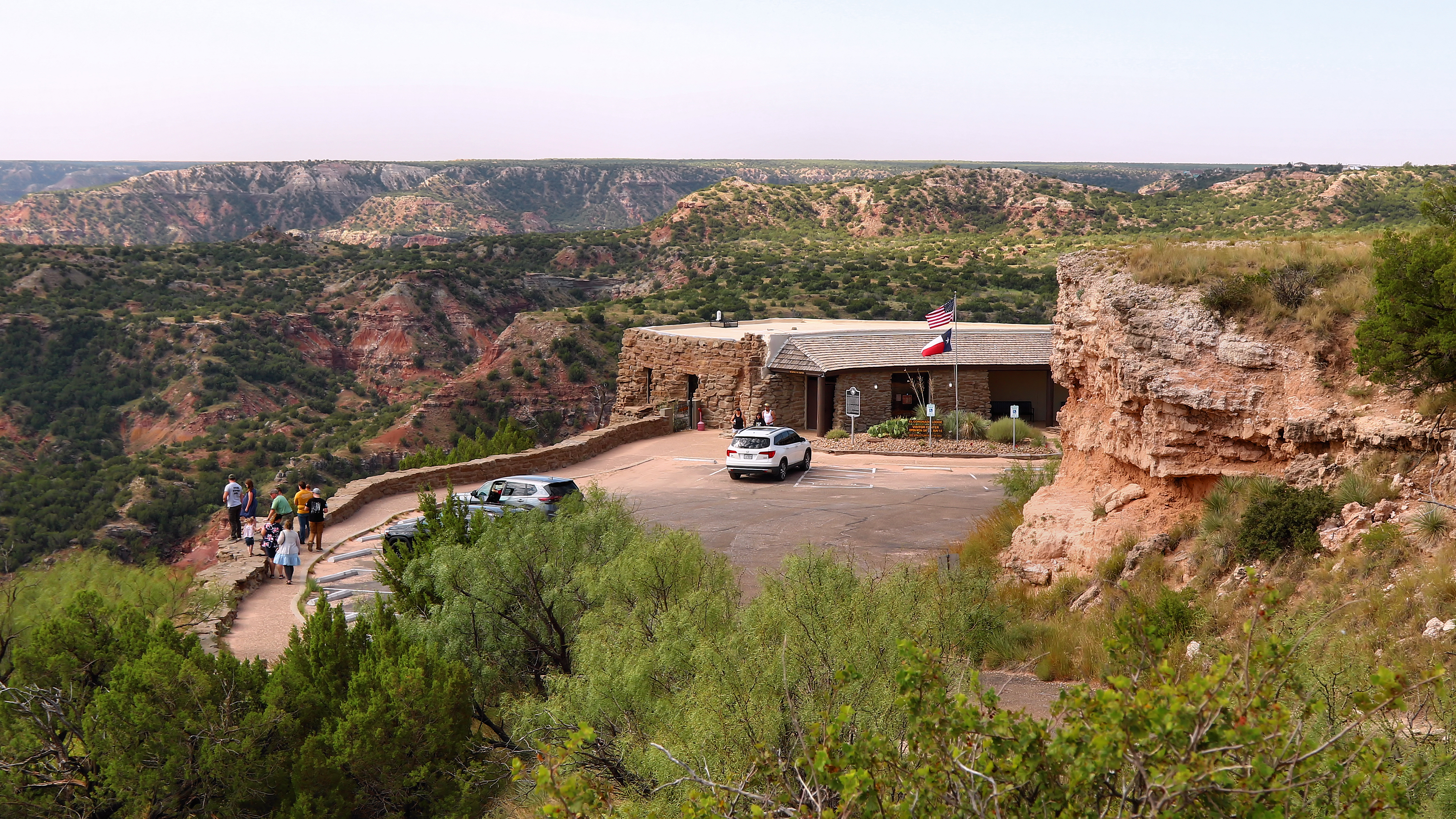
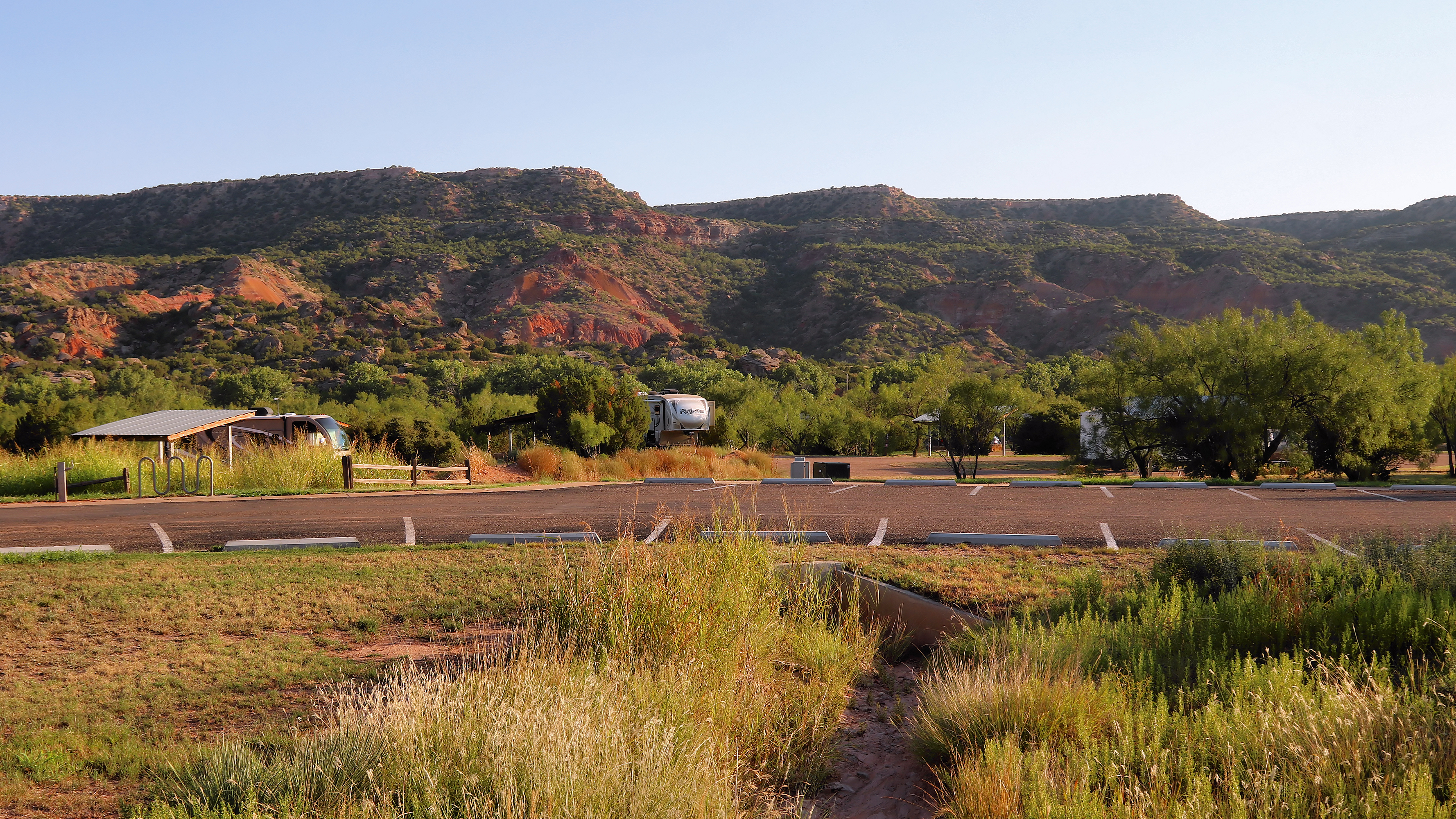